# Moeraskuifbladroller
De moeraskuifbladroller (Endothenia pullana) is een vlinder uit de familie van de bladrollers (Tortricidae). De wetenschappelijke naam werd gepubliceerd in 1811 door Haworth.
De soort komt voor in Europa.